# David Edward Jenkins
David Edward Jenkins (* 26. Januar 1925 in Bromley, Kent; † 4. September 2016) war ein britischer Geistlicher der Church of England, der zwischen 1984 und 1994 Bischof von Durham war und als solcher auch dem House of Lords angehörte. Seit seinem Rücktritt fungierte er als Assistenz-Bischof von Ripon und Leeds.

## Leben
Nach dem Besuch des St Dunstan’s College in Catford absolvierte Jenkins ein Studium der Theologie und war danach als Lecturer an der University of Oxford tätig. Zeitweise arbeitete er auch als Kaplan und Fellow am dortigen Queen’s College sowie für den Ökumenischen Rat der Kirchen und die William Temple-Stiftung.
1966 hatte er das nach John Bampton benannte Lektorat an der University of Oxford inne und hielt dort Vorlesungen über die Menschwerdung Gottes, die 1967 unter dem Titel The Glory of Man als Buch erschienen. Zuletzt übernahm er 1979 eine Professur für Theologie an der University of Leeds und lehrte dort bis 1984.
1984 wurde er als Nachfolger von John Stapylton Habgood zum Bischof von Durham ernannt und übte dieses Amt bis zu seinem Rücktritt und der darauf folgenden Ernennung von Michael Turnbull 1994 aus. Seine Ordination zum Bischof erfolgte am 6. Juli 1984 in York Minster. Während dieser Zeit war er kraft Amtes zugleich Mitglied des House of Lords. Seine Ernennung zum Bischof wurde wegen seiner zahlreichen abweichenden Meinungen zu offiziellen Positionen der Church of England kontrovers gesehen. Jenkins erklärte beispielsweise, dass er nicht an eine körperliche Auferstehung Jesu Christi oder die jungfräuliche Geburt glaube.
Nach seinem Rücktritt als Bischof von Durham wurde er Assistenz-Bischof von Ripon und Leeds und vertrat weiterhin zahlreiche in der Öffentlichkeit kontrovers diskutierte Meinungen. 2005 geriet er in die Schlagzeilen, als er als erster Geistlicher der Church of England öffentlich die Partnerschaft von zwei homosexuellen Männern segnete, von denen einer selbst Vikar war.

## Veröffentlichungen
Neben seiner Tätigkeit als Theologe und Bischof verfasste Jenkins zahlreiche Bücher zur christlichen Theologie, aber auch zu politischen und gesellschaftspolitischen Themen. Zu seinen bekanntesten Veröffentlichungen gehören:
- Guide to the debate about God, 1966 (2. Auflage, 1985.)
- The glory of man, 1967
- Living with questions Investigations into the theory and practice of belief in God, 1969
- What is Man, 1985
- The contradiction of Christianity, 1976
- God, miracle and the Church of England, 1987
- God, Jesus and life in the spirit, 1988
- God, politics and the future, 1988
- Dilemmas of freedom, 1989
- Still living with questions, 1990
- The Market and health care, 1990
- Price, cost, excellence and worth : can the idea of a university survive the force of the market?, 1991
- Free to believe, (Mitautorin Rebecca Jenkins), 1991
- Market whys and human wherefores : thinking again about markets, politics and people, 2000
- The calling of a cuckoo : not quite an autobiography, 2002